# BR-421
A BR-421 é uma rodovia federal localizada no estado de Rondônia, que liga Ariquemes (trevo de entrada na BR-364) passando por Buritis, Monte Negro, Campo Novo de Rondônia, Nova Mamoré, até Guajará-Mirim (BR-425).